# Neu Gaarz
Neu Gaarz est une commune d'Allemagne située dans l'arrondissement du Plateau des lacs mecklembourgeois, dans le Land de Mecklembourg-Poméranie-Occidentale.

## Géographie
Neu Gaarz se situe dans la région du plateau des lacs mecklembourgeois (Mecklenburgische Seenplatte), à 14 km au sud de Waren